# Armeñime
Armeñime es una entidad de población del municipio de Adeje, al sur de la isla de Tenerife —Canarias, España—.

## Toponimia
El término Armeñime es de procedencia guanche, significando según algunos autores 'lugar de reunión'.

## Características
Está situado a unos 4 kilómetros de la capital municipal, a una altitud media de 150 m s. n. m.
Emplazado en un suelo de erial, vendido por una serie de propietarios a la población inmigrante,[cita requerida] está formado por los núcleos poblacionales de Armeñime, Las Cancelas y Las Rosas, así como por viviendas en diseminado. Hasta 2007, la entidad de Los Menores se consideraba un núcleo de Armeñime. La Patrona del núcleo es La Virgen de Candelaria, una hermosa talla  que lleva siendo Patrona desde el año 1973, año en el que se celebraron sus primeras fiestas patronales. 
Las fiestas de la localidad se celebran en el mes de julio aunque en la última década Armeñime ha aumentado sus actos culturales en honor a su Patrona (2 de febrero) y otras fiestas como Halloween o Carnavales que se celebran con un pequeño baile en el que acuden sus vecinos.

La localidad cuenta con el Centro de Educación Infantil y Primaria Armeñime, un centro cultural, un centro social, un consultorio médico, con la iglesia parroquial de la Resurrección del Señor, un tanatorio, una oficina de Correos, instalaciones deportivas, farmacia, entidades bancarias, comercios, bares, restaurantes, plazas y parques públicos, gasolinera y parques infantiles.